# بهرام‌آباد (فریدون‌شهر)
بهرام‌آباد (فریدون‌شهر)، روستایی از توابع بخش موگویی شهرستان فریدون‌شهر در استان اصفهان ایران است.

## جمعیت
این روستا در دهستان کوهساران موگوئی قرار دارد و براساس سرشماری مرکز آمار ایران در سال ۱۳۸۵، جمعیت آن ۴۹۱ نفر (۸۲خانوار) بوده‌است.